# 中三川歳輝
中三川 歳輝（なかみがわ としき、2000年6月25日 - ）は、日本の俳優。AZPROMOTION所属。

## 人物
- 趣味は音楽鑑賞、映画鑑賞[1]。
- 特技はサッカー、ダーツ[1]。

## 出演

### 舞台
- ミュージカル『テニスの王子様』3rdシーズン - 加藤勝郎 役[2]
  - Dream Live 2018（2018年）[注 1][3]
  - 全国大会 青学vs氷帝（2018年）[4]
  - TEAM Party SEIGAKU（2018年）[5]
  - 青学vs 四天宝寺（2018年 - 2019年）[6]
  - 全国大会 青学vs立海 前編（2019年）[7]
  - 秋の大運動会 2019（2019年）[8]
  - 全国大会 青学vs立海 後編（2019年 - 2020年）[9]
- 『青空ハイライト』～from 主役の椅子はオレの椅子（2021年）[10]
- RICE on STAGE『ラブ米』 - てんたかく 役
  - ～Rice will come～（2021年）[11]
  - STAGE FES 2022-2023（2022年）[12]
- ジュエルステージ「オンエア！」 - 美和巴 役
  - ジュエルステージ「オンエア！」（2022年）美和巴 役[13]
  - ジュエルステージ「オンエア！」～Unit Story side エメ☆カレ～（2023年）[14]
  - ジュエルステージ「オンエア！」～Unit Story side drop～（2023年）[14]
- minish*
  - パニックカフェ（2022年）[15]
  - リバース ヒストリカ（2023年）[16][17]
  - モンスターボックス（2025年） - 一つ目 役[18]
- どぎまぎメモリアル まぎまぎブルーバージョン（2023年）[19]
- 進戯団 夢命クラシックス #28 20周年記念公演『Since Memory Chronicles』（2024年）[20]

### ネット配信
- 炎の転校生（2017年、Netflix）[1]
- 主役の椅子はオレの椅子（2020年、ABEMA）[21]
- ミュージカル『テニスの王子様』Dream Stream（2020年）加藤勝郎 役[22]

### テレビドラマ
- 母になる（2017年、日本テレビ）[1]